# Titularbistum Pupiana
Pupiana ist ein Titularbistum der römisch-katholischen Kirche.
Es geht zurück auf einen untergegangenen Bischofssitz in der gleichnamigen antiken Stadt, die in der römischen Provinz Africa proconsularis (heute nördliches Tunesien) lag. Der Bischofssitz war der Kirchenprovinz Karthago zugeordnet.
| Titularbischöfe von Pupiana |                              |                                                   |                   |                    |
| Nr.                         | Name                         | Amt                                               | von               | bis                |
| 1                           | Igino Michelangelo Nuti OFM  | Apostolischer Vikar von Ägypten (Ägypten)         | 20. Dezember 1921 | 21. April 1966     |
| 2                           | Jan Ewangelista Nowicki      | Apostolischer Administrator von Lemberg (Ukraine) | 23. März 1968     | 14. August 1973    |
| 3                           | Marian Jozef Rechowicz       | Apostolischer Administrator von Lemberg (Ukraine) | 31. Dezember 1973 | 28. September 1983 |
| 4                           | Henry Apaloryamam Ssentongo  | Weihbischof in Masaka (Uganda)                    | 15. Dezember 1988 | 30. März 1992      |
| 5                           | Virgil Bercea                | Weihbischof in Făgăraș und Alba Iulia (Rumänien)  | 20. Juli 1994     | 6. November 1996   |
| 6                           | Óscar Julio Vian Morales SDB | Apostolischer Vikar von El Petén (Guatemala)      | 30. November 1996 | 19. April 2007     |
| 7                           | Otto Separy                  | Weihbischof in Aitape (Papua-Neuguinea)           | 2. Juli 2007      | 9. Juni 2009       |
| 8                           | Joseph Siegel                | Weihbischof in Joliet in Illinois (USA)           | 28. Oktober 2009  | 18. Oktober 2017   |
| 9                           | Eduardo Malaspina            | Weihbischof in São Carlos (Brasilien)             | 7. März 2018      | 28. Dezember 2022  |
| 10                          | Mario Medina Balam           | Weihbischof in Yucatán (Mexiko)                   | 11. Februar 2023  |                    |